# Liste der Kulturdenkmale in Höfgen (Nossen)
In der Liste der Kulturdenkmale in Höfgen sind die Kulturdenkmale des Nossener Ortsteils Höfgen verzeichnet, die bis September 2024 vom Landesamt für Denkmalpflege Sachsen erfasst wurden (ohne archäologische Kulturdenkmale). Die Anmerkungen sind zu beachten.
Diese Aufzählung ist eine Teilmenge der Liste der Kulturdenkmale in Nossen.

## Höfgen
| Bild                                    | Bezeichnung | Lage                   | Datierung                                                                        | Beschreibung | ID       |
| --------------------------------------- | --- | ---------------------- | -------------------------------------------------------------------------------- | --- | -------- |
| Direkt Bild zu diesem Denkmal hochladen | Wegestein | (Flurstück 58) (Karte) | Bezeichnet mit 1834                                                              | Verkehrsgeschichtlich von Bedeutung | 09268185 |
| Direkt Bild zu diesem Denkmal hochladen | Wohnhaus mit angebautem Seitengebäude, Stallgebäude (mit Kumthalle), weiteres Seitengebäude, Scheune und zwei Toreinfahrten eines Vierseithofes sowie Bauerngarten mit Stützmauer und Einfriedung | Höfgen 1 (Karte)       | Bezeichnet mit 1805 (angebautes Seitengebäude); bezeichnet mit 1868 (Bauernhaus) | Weitgehend geschlossen erhaltener Bauernhof des 19. Jahrhunderts, überwiegend Massivbauten, zum Teil in Fachwerkbauweise, ein Seitengebäude mit seltener Kumthalle, baugeschichtlich und wirtschaftsgeschichtlich von Bedeutung. Bei dem Anwesen Höfgen 1 handelt es sich um einen ausgesprochen repräsentativen und geschlossen auf uns überkommenen Vierseithof des 19. Jahrhunderts, wie man ihn in diesem respektablen und guten Zustand nur noch selten findet. | 09268187 |
| Direkt Bild zu diesem Denkmal hochladen | Wohnstallhaus eines Bauernhofs | Höfgen 7 (Karte)       | Um 1700                                                                          | Obergeschoss Fachwerk, altertümliche Konstruktion (Kopfstreben, Reste einer so genannten Leiterbrüstung), baugeschichtlich von Bedeutung, Giebelseite verbrettert | 09268188 |
| Direkt Bild zu diesem Denkmal hochladen | Wohnstallhaus, Seitengebäude, Scheune und Nebengelass eines Vierseithofes | Höfgen 17 (Karte)      | Um 1800                                                                          | Bemerkenswert geschlossen erhaltene Anlage, Fachwerkobergeschosse, baugeschichtlich von Bedeutung | 09305181 |
| Direkt Bild zu diesem Denkmal hochladen | Wohnstallhaus, Seitengebäude und Scheune eines Dreiseithofes | Höfgen 23 (Karte)      | 1. Hälfte 19. Jahrhundert                                                        | Geschlossen erhaltener Bauernhof in Fachwerkbauweise, Gebäude über U-förmigem Grundriss aneinandergebaut, baugeschichtlich und wirtschaftsgeschichtlich von Bedeutung. Wohnstallhaus mit Lastenaufzug, Obergeschoss Fachwerk. | 09268189 |

## Tabellenlegende
- Bild: Bild des Kulturdenkmals, ggf. zusätzlich mit einem Link zu weiteren Fotos des Kulturdenkmals im Medienarchiv Wikimedia Commons. Wenn man auf das Kamerasymbol klickt, können Fotos zu Kulturdenkmalen aus dieser Liste hochgeladen werden:
- Bezeichnung: Denkmalgeschützte Objekte und ggf. Bauwerksname des Kulturdenkmals
- Lage: Straßenname und Hausnummer oder Flurstücknummer des Kulturdenkmals. Die Grundsortierung der Liste erfolgt nach dieser Adresse. Der Link (Karte) führt zu verschiedenen Kartendiensten mit der Position des Kulturdenkmals. Fehlt dieser Link, wurden die Koordinaten noch nicht eingetragen. Sind diese bekannt, können sie über ein Tool mit einer Kartenansicht einfach nachgetragen werden. In dieser Kartenansicht sind Kulturdenkmale ohne Koordinaten mit einem roten bzw. orangen Marker dargestellt und können durch Verschieben auf die richtige Position in der Karte mit Koordinaten versehen werden. Kulturdenkmale ohne Bild sind an einem blauen bzw. roten Marker erkennbar.
- Datierung: Baubeginn, Fertigstellung, Datum der Erstnennung oder grobe zeitliche Einordnung entsprechend des Eintrags in der sächsischen Denkmaldatenbank
- Beschreibung: Kurzcharakteristik des Kulturdenkmals entsprechend des Eintrags in der sächsischen Denkmaldatenbank, ggf. ergänzt durch die dort nur selten veröffentlichten Erfassungstexte oder zusätzliche Informationen
- ID: Vom Landesamt für Denkmalpflege Sachsen vergebene, das Kulturdenkmal eindeutig identifizierende Objekt-Nummer. Der Link führt zum PDF-Denkmaldokument des Landesamtes für Denkmalpflege Sachsen. Bei ehemaligen Kulturdenkmalen können die Objektnummern unbekannt sein und deshalb fehlen bzw. die Links von aus der Datenbank entfernten Objektnummern ins Leere führen. Ein ggf. vorhandenes Icon  führt zu den Angaben des Kulturdenkmals bei Wikidata.